# Tiempo de protrombina
El tiempo de protrombina, también conocido por las siglas PT (del inglés Prothrombin time), junto con los valores que de él derivan, como el INR (siglas en inglés de International Normalized Ratio) son pruebas de laboratorio que evalúan específicamente la vía extrínseca de la coagulación sanguínea. Se usan para determinar la tendencia de la sangre a coagularse ante la presencia de posibles trastornos de la coagulación, como en la insuficiencia hepática, el déficit de vitamina K o cuando el individuo recibe fármacos anticoagulantes orales dicumarínicos como la warfarina o el acenocumarol (sintrom®).
El rango normal del PT varía entre 12 y 15 segundos y el del INR entre 0,8 y 1,0. Una elevación de estos valores puede deberse a un déficit de los factores de coagulación II, VII, IX y X o del fibrinógeno. Por lo general, el PT y el INR se determinan en combinación con el Tiempo de Tromboplastina Parcial Activada (APTT), el cual evalúa la vía intrínseca de la cascada de la coagulación. El tiempo prolongado de protrombina al ingreso predice un mal resultado clínico en pacientes con COVID-19.

## Tabla comparativa
| Cuadros clínicos                           | Tiempo de protrombina | Tiempo de tromboplastina parcial activada | Tiempo de hemorragia | Recuento de plaquetas |
| ------------------------------------------ | --------------------- | ----------------------------------------- | -------------------- | --------------------- |
| Déficit de vitamina K o warfarina          | Prolongado            | Prolongado                                | Sin alteración       | Sin alteración        |
| CID (Coagulación Intravascular Diseminada) | Prolongado            | Prolongado                                | Prolongado           | Disminuido            |
| Enfermedad de Von Willebrand               | Sin alteración        | Prolongado                                | Prolongado           | Sin alteración        |
| Hemofilia                                  | Sin alteración        | Prolongado                                | Sin alteración       | Sin alteración        |
| Aspirina                                   | Sin alteración        | Sin alteración                            | Prolongado           | Sin alteración        |
| Trombocitopenia                            | Sin alteración        | Sin alteración                            | Prolongado           | Disminuido            |
| Hepatopatía temprana                       | Prolongado            | Sin alteración                            | Sin alteración       | Sin alteración        |
| Hepatopatía terminal                       | Prolongado            | Prolongado                                | Prolongado           | Disminuido            |
| Uremia                                     | Sin alteración        | Sin alteración                            | Prolongado           | Sin alteración        |
| Hipofibrinogenemia                         | Prolongado            | Prolongado                                | Prolongado           | Sin alteración        |
| Déficit de Factor V                        | Prolongado            | Prolongado                                | Sin alteración       | Sin alteración        |
| Déficit de Factor X (púrpura amiloide)     | Prolongado            | Prolongado                                | Sin alteración       | Sin alteración        |
| Enfermedad de Glanzmann                    | Sin alteración        | Sin alteración                            | Prolongado           | Sin alteración        |
| Síndrome de Bernard-Soulier                | Sin alteración        | Sin alteración                            | Prolongado           | Disminuido            |